# Burao
Burao (Buro, Burco, tiếng Ả Rập: برعو) là thành phố lớn nhất trong vùng Togdheer của Somalia, và cũng là thủ phủ của vùng Togdheer. Đây là thành phố thủ đô lớn thứ hai và thứ hai của Somaliland.